# Калмыков, Пётр Давыдович
Пётр Давы́дович Калмы́ков (27 октября (8 ноября) 1808, Московская губерния — 18 (30) марта 1860) — русский учёный-правовед, директор 1-й Санкт-Петербургской гимназии, ординарный профессор Петербургского университета по кафедре энциклопедии законоведения, пенсионер правительства в Берлинском университете.

## Биография
Родился 27 октября (8 ноября) 1808 года в семье небогатого дворянина Московской губернии. В 1813 году (в возрасте пяти лет) он лишился отца и остался круглым сиротой. Воспитывался в семье дяди — И. М. Фролова, в доме которого получил начальное образование. С Калмыковым занимался француз Ланжюине — образованный эмигрант, принадлежавший к одной из лучших фамилий Франции.
В 1822 году Пётр Давыдович поступил в 3-ю петербургскую гимназию (на казённый счёт), а в 1827 году — на философское отделение Петербургского университета.
В июле 1828 года вместе с К. Неволиным, П. Редкиным, Н. Крыловым был направлен в Профессорский институт при Дерптском университете для подготовки к профессорскому званию. 24 ноября 1830 года по положительным отзывам дерптских профессоров Пётр Давыдович был направлен в Берлинский университет, избрав для изучения, по предложению М. М. Сперанского, юридические науки. Прослушал курс лекций Фридриха Карла фон Савиньи и Карла Эйхгорна, Гегеля и Ганса.
Вернувшись в Россию 29 июня 1834 года, Калмыков 4 сентября 1835 года защитил «тезисы из науки Законоведения» на степень доктора права и 7 августа 1835 года был назначен преподавателем в Санкт-Петербургский университет профессором по кафедре энциклопедии законоведения и русского государственного права. 27 марта 1837 года Пётр Давыдович был возведён в звание ординарного профессора. Лекции по энциклопедии права Калмыков читал до 1860 года, а государственное право — до 1851 года, когда преподавателем этого предмета стал его ученик В. А. Милютин. Также в 1838—1860 годах Калмыков читал лекции по уголовному праву в Императорском училище правоведения, а в 1851—1860 годах — в Александровском лицее историю русского права.
Всегда серьезный, почти мрачный, — характеристика Петра Давыдовича Калмыкова от одного из его бывших слушателей , — он поражал нас сдержанно-страстным отношением к своему предмету, выражавшимся во всем — в голосе, в тоне, в образной речи, в пафосе, с которым он говорил об уважаемых им ученых или восставал против несимпатичных ему форм уголовной кары, например против смертной казни, против телесного наказания и наложения клейм (что в тогдашнее время было не совсем безопасно для профессора). Он, очевидно, хотел передать слушателям не только свои сведения, но и своё настроение.
С 31 января 1840 года по 2 октября 1849 года он был директором 1-й Санкт-Петербургской гимназии.
В 1842—1843 годах Калмыков был членом комиссии, образованной для создания новых правил о произведении в учёные степени. Летом 1857 года он посетил Германию, Бельгию и Францию, изучая положение юридических факультетов, так как в России готовился новый университетский устав. Но до издания его Пётр Давыдович Калмыков уже не дожил.
Его лекции по энциклопедии права побудили сенаторов пригласить Калмыкова прочесть им приватный курс. Энциклопедию права Калмыков характеризовал, как «обзор юридических наук в общей их связи» и делил на догматическую и историческую части. Обладая отличным знанием классических языков, Калмыков изучил подлинные труды древних философов.
Умер 18 (30) марта 1860 года. Похоронен на Смоленском православном кладбище.

## Публикации
- «О символизме права вообще и русского в особенности» (СПб., 1839) — речь, произнесённая на акте Университета, в которой Калмыков доказывал, что «наука права есть наука опытная не только в положительной своей части, но и в философской, так как основные её начала открываются путём исторических изысканий».
- «О литературной собственности вообще и в особенности об истории прав сочинителей в России» («Журнал Министерства Народного Просвещения». — 1851. — №№ 10, 11 и отдельно) — начало большого, не оконченного труда, интересное по богатству библиографических указаний и для историка литературы.
- «Воспоминания о К. Фр. Эйхгорне» («Журнал Министерства Народного Просвещения». — 1855. — № 5) и таблица для руководства при преподавании уголовного права в Училище правоведения.

В отчёте о десятом присуждении Демидовских премий он поместил обстоятельный разбор «Энциклопедии законоведения».
Неопубликованными остались:
- «Введение в науку законоведения»
- «Государственное право Российской Империи»

После смерти Калмыкова К. А. Любавский издал «Учебник уголовного права», составленный по его лекциям (СПб.: тип. т-ва «Обществ. польза», 1866. — XVI, 535 с.). Кроме этого студентом Петербургского университета А. Каллистратовым была издана «Историческая часть энциклопедии законоведения: Лекции орд. проф. Спб. ун-та, д-ра прав П. Калмыкова» (1845. — 189 с.).